# Franz Kuhn von Kuhnenfeld
Franz Kuhn von Kuhnenfeld (Prostějov, 15 juillet 1817 - Strassoldo, 25 mai 1896) est un général autrichien, collaborateur de Joseph Radetzky, puis adversaire acharné de Giuseppe Garibaldi pendant la troisième guerre d'indépendance, et enfin Feldmarschall-Leutnant et ministre de la Guerre de l'Empire austro-hongrois.

## Biographie

### Début de la vie
Né à Prostějov en Moravie, aujourd'hui République tchèque, en 1817, il est le fils d'un major de l'armée impériale. Il fréquente l'Académie militaire thérésienne de Wiener Neustadt, dont il sort second lieutenant en 1837 et a servi dans un régiment d'infanterie.
Il combat en Italie en 1848-1849 pendant la première guerre d'indépendance, se distinguant dans toutes les batailles dans lesquelles l'armée autrichienne est engagée : à Curtatone et Montanara, Goito, Busiago et Turano, Santa Lucia à Vérone, Sommacampagna et enfin à Custoza.
À Milan, en 1849, il fait partie de l'état-major du général Julius Cäsar von Strassoldo-Graffemberg tandis que Radetzky lui confie le commandement de la brigade "Strassoldo".
Il est nommé major en 1849, baron de Kuhnenfeld et lieutenant-colonel en 1853. Promu chef d'état-major général, il prend le commandement du 11e corps d'armée stationné en Hongrie. En 1856, il enseigne la stratégie à l'école de guerre de Vienne. Dans sa vie privée, il est également un grand amateur d'astronomie et de géographie.
Il se trouve à nouveau en Italie pendant la guerre de 1859 et est affecté à l'état-major du maréchal Ferencz Gyulai. Après la bataille de Solferino et de San Martino, il est nommé brigadier et affecté au corps de troupe du Tyrol et du Vorarlberg, qu'il reprend comme général de division le 29 octobre 1863.

### Relation avec Radetzky
Sa fille, la baronne Rosa (Vienne, 22 février 1856, Salzbourg, 30 octobre 1917) épouse Giulio Cesare Strassoldo Grafenberg le 24 juin 1878, qui est lui-même le fils de Michael von Strassoldo-Graffemberg.
Michele Strassoldo est le frère du général Giulio Cesare Strassoldo-Grafenberg et de Franziska Romana Strassoldo, épouse du maréchal Radetzky, commandant suprême de l'armée autrichienne en Lombardie-Vénétie.
Tous trois jouent un rôle important dans l'administration de la Lombardie-Vénétie à l'époque où Radetzky y règne (c'est-à-dire de fin 1847 à fin 1857 environ).
Kuhn, cependant, n'est apparenté à la famille que 20 ans après la mort du vieux maréchal, à une époque où elle a perdu une grande partie de son ancienne influence, et après avoir prouvé sa valeur sur le terrain.

### Garibaldi et Bezzecca
Au début de la troisième guerre d'indépendance, le 23 juin 1866, lorsque le corps des volontaires italiens de Garibaldi avance sur le front qui sépare la Lombardie du Haut-Adige et du Trentin, Kuhn oppose une résistance valable sur les trois voies de pénétration possibles : le col du Stelvio au nord, le col du Tonale au centre et le lac d'Idro au sud.
Vaincu par Garibaldi à Bezzecca et pressé à l'est par l'avancée de Giacomo Medici, il est contraint de battre en retraite et de se préparer à être assiégé à Trente. Il a en effet obtenu l'autorisation de l'archiduc Albrecht von Österreich-Teschen de se retirer, s'il est contraint, pour défendre le Haut-Adige germanophone, abandonnant le Trentin italien. Il sort de sa situation difficile le 26 juillet : pendant la nuit, la nouvelle arrive qu'une trêve des armes de huit jours entre l'Italie et l'Autriche est entrée en vigueur le matin du 25 juillet.

### Théoricien de la guerre dans les Alpes
Après la guerre, Kuhn promeut un plan de réorganisation défensive radicale du Trentin et du Tyrol du Sud, qu'il confie au k.u.k. Befestigungs - Bau Direktor in Trient Colonel Baron Daniel Salis-Soglio.
La campagne a montré combien il est important de disposer d'une force adéquate pour protéger les cols alpins ouverts sur le Trentin autrichien et le Tyrol du Sud. D'autant plus qu'avec l'acquisition de la Vénétie, la frontière alpine s'étend sur plusieurs centaines de kilomètres. Il aurait été encore mieux si cette défense avait été confiée aux habitants de la vallée eux-mêmes. La capacité de manœuvre de Kuhn doit en grande partie son efficacité à la disponibilité d'unités et de milices indigènes du Trentin-Tyrol, habituées à marcher et à combattre à haute altitude.
Cela explique le grand intérêt suscité par l'un de ses célèbres ouvrages sur la guerre en montagne, qui est également traduit en italien : il sert de base à la conception par le général italien Agostino Ricci d'une infanterie spéciale destinée à être utilisée en montagne, les Alpini.

### Reconnaissanes
Le général Kuhn est considéré dans les milieux militaires autrichiens et par la monarchie comme le vainqueur de la guerre dans le Trentin contre le corps des volontaires italiens de Garibaldi. Pour ces mérites, il est promu lieutenant-maréchal et, le 29 août 1866, il est décoré de la croix de commandeur de l'Ordre militaire de Marie-Thérèse, la même distinction étant accordée à l'amiral Wilhelm von Tegetthoff, vainqueur de la bataille navale de Lissa.
Il est également nommé ministre de la Guerre de François-Joseph Ier de 1867 à 1874 et gouverneur de Graz, commandant général de la Styrie, de la Carinthie et de la Carniole. En tant que ministre, il introduit le service militaire obligatoire et réorganise la défense des frontières en 1871. En 1888, il est démobilisé.

### Ses dernières années
Après sa retraite, Kuhn achète une vieille villa à Strassoldo, où sa fille Rosa possède le château qu'elle a hérité de son beau-père Michael von Strassoldo-Graffemberg, décédé en 1873. La fille a installé dans les dépendances du château "di Sopra" un décortiqueur de riz à eau, qu'elle envoie régulièrement à la cour de Vienne où elle est chez elle.
Kuhn y va souvent en vacances et s'attache à l'endroit. Il y passe les dernières années de sa vie, y plante un grand parc et y meurt en 1896.

## Décorations

### Décorations autrichiennes
- Chevalier Grand-Croix de l'Ordre de Saint-Étienne de Hongrie
 - Chevalier Grand-Croix de l'Ordre impérial de Léopold
 - Chevalier de première classe de l'Ordre de la Couronne de fer
 - Commandeur de l'Ordre militaire de Marie-Thérèse
 - Croix du mérite militaire de IIIe classe
 - Médaille à la mémoire de la défense nationale tyrolienne de 1866
 - Médaille de guerre (Autriche)
 - Médaille pour 50 ans de service militaire pour les officiers

### Décorations étrangères
- Croix de fer classe II (Prusse)

## Source
- (it) Cet article est partiellement ou en totalité issu de l’article de Wikipédia en italien intitulé « Franz Kuhn von Kuhnenfeld » (voir la liste des auteurs).

## Ouvrage
- (it) La guerra di montagna: dall'opera Der gebirgskieg, Chiaffredo Hugues, 1872.